# Эяль
Эяль (ивр. אֱיָל‎) — кибуц в центре Израиля. Расположен недалеко от Зелёной линии, находится в юрисдикции регионального совета Дром-ха-Шарон. В 2020 году его население составляло 534 человек.

## География
Эяль расположен в центре государства Израиль, в пределах Зелёной линии в центральном округе в региональном совете Дром-ха-Шарон, к востоку от шоссе №6, в 6 километрах на северо-восток от города Кфар-Саба. К северо-востоку от него находится город Кохав-Яир, на западе город Цур-Игаль. К северо-западу от кибуца находится израильский арабский город Тира, а к югу от него — палестинский город Калькилия.

## История
Кибуц Эяль был основан в 1949 году добровольцами Нахаль. Израиль тогда стремился создать поселения безопасности вдоль своих границ, и Эяль был основан на границе с Иорданией (теперь территория Палестинской автономии).

## Население
По данным Центрального статистического бюро Израиля, население на начало 2020 года составляло 534 человека.